# یاردلوند
یاردلوند (به آلمانی: Jardelund) یک شهر در آلمان است که در اشلسویگ-فلنسبورگ واقع شده‌است. یاردلوند  ۳۱۷ نفر جمعیت دارد.